# Zastava 750
Zastava 600, 750 ali 850 (srbsko Застава 750), pogovorno tudi Fičo ali Fičko (srbsko, hrvaško Fićo (Фићо) ali Fića (Фића), makedonsko Fiko (Фиќо)), je avtomobil, ki ga je izdelovala nekdanja jugoslovanska tovarna Zavodi Crvena Zastava.

## Zgodovina
Tehnološka zamisel modela izvira iz povojnega časa italijanskega Fiata 600, pri katerem je Dante Giacosa zasnoval koncept, ki bi za razliko od modela Fiat 500 Topolino ponujal udoben prevoz štirih potnikov. Avtomobil so prvič predstavili na Ženevskem avtomobilskem salonu leta 1955 kot povojni italijanski »ekonomski čudež« Postal je prvi enoprostorski avto na svetu, hkrati pa osnova za jugoslovanskega fička.

## Proizvodnja v Kragujevcu
Fičko je bil torej različica Fiata 600. Zastava ga je začela proizvajati leta 1960, po nakupu licence.

### Zastava 600
Najprej so v Kragujevcu proizvajali model 600D s prostornino motorja 767 ccm in močjo 18 KM. Model je imel na sprednji premi prečne poleliptične listnate vzmeti, vzmetenje pa je bili zasnovano neodvisno za vsako kolo posebej. Na zadnji premi je imel vijačne vzmeti. Posebnost tega modela sta bili spredaj odpirajoči vrati.

### Zastava 750
Ko so v Fiatu prenehali izdelovati svojo različico Fiata »seičento«, je leta 1962 v Kragujevcu stekla proizvodnja modela 750, ki je bil po obliki le malo drugačen od svojega predhodnika, tehnološki razvoj je bil v tistem času enak Fiatovemu. Tako je bila Zastava 750M, prva različica novega modela, pravzaprav enaka kot Fiat 600E. 
Prostornina motorja je znašala 767 ccm, moč motorja pa 22 kW. Vzmetenje je bilo z poleliptičnimi listnatimi vzmetmi, skupaj s plinskimi amortizerji med prednjimi kolesi. Avto je od 01.09.1981 imel tudi termostat in zaprt sistem hlajenja motorja. 
V tistem času so opustili »brke« na maski, uvedli so tudi varnejša, z zadnje strani odpirajoča vrata, kar je sedanji standard osebnih avtomobilov.
Različica 750M je bila naslednica v proizvodnji, z novo uro in volanom, prevzetim iz Fiata 126. Leta 1979 je zapustila proizvodnjo različica Zastava 750S (Special), katere močnejši motor z 22 kW je omogočal največjo hitrost 120 km/h. Ta je imela drugače oblikovano armaturno ploščo, po vzoru Fiata 126, tudi z merilnikom obratov.

### Zastava 800
Naslednje leto je bila na Beograjskem avtomobilskem salonu predstavljena nova različica Zastava 850. V osnovi je bila ista kot Zastava 750S, vendar z večjim in močnejšim motorjem z 843 ccm in 23,4 kW, ki so ga prevzeli od Fiata 850, z največjo hitrostjo 125 km/h. Ta model je imel že kolutne prednje zavore. 

Proizvodnja je v obdobju petih  let, do 18. novembra 1985, ko so izdelali zadnjega fička rumene barve, obsegala kar nekaj verzij obeh modelov 750 in 800, v različicah L, LE in SC. Skupno je Zastava izdelala 923.487 fičkov.

## Različice
- Zastava 600D
- Zastava 750
- Zastava 750M
- Zastava 750S (special)
- Zastava 850
- Zastava 750L (luxe)
- Zastava 750LE
- Zastava 750LC
- Zastava 750SC (special confort)
- Zastava 750SE

## Nekrolog
Tovrstni avtomobili so bili priljubljeni in razširjeni ne le med ljudmi delavskega razreda po vsej Jugoslaviji, ampak so jih uporabljali tudi v policiji, pri reševalcih, v vojski, avtošolah, pa tudi na dirkah. Danes so še vedno prisotni v prometu nekdanjih jugoslovanskih republik (Srbija, Črna gora, Makedonija, Bosna in Hercegovina, Hrvaška), redki primeri pa se nahajajo tudi v Sloveniji.
Ime je fičo dobil po glavnem liku iz stripa, ki se je v času prvih let avtomobila objavljal v srbskem časopisu Borba.

## Fičko v popularni kulturi
V Sloveniji obstaja Fičo klub Velenje. Po avtomobilu se imenuje tudi Umetniško društvo Fičo Balet.
V »fičo časih« je bil priljubljena glosa Janeza Menarta:
Gospod se z ličnim fičkom pelje,

a trebuh melje kislo zelje.